# Trilophosuchus
Trilophosuchus rackhami
Genre
Espèce
Trilophosuchus (« crocodile à trois crêtes ») est un genre éteint de crocodiles de la sous-famille des Mekosuchinae. Il a vécu en Australie, où ses fossiles ont été trouvés à Riversleigh, dans le nord-ouest du Queensland, dans des sédiments datés du Miocène moyen (Langhien et Serravallien), soit il y a environ entre 15,98 et 11,63 millions d'années.
Une seule espèce a été décrite : l'espèce type, Trilophosuchus rackhami par Paul Willis, de l'Université de Sydney, dans le Journal of Vertebrate Paleontology en 1993.

## Découverte
Trilophosuchus est connu grâce à la partie arrière d'un crâne, l'holotype F16856 du Queensland Museum (en). Plusieurs autres os isolés du crâne ont été trouvés. Le crâne a été découvert en 1985 lors de fouilles de l'université de Nouvelle-Galles du Sud. Trilophosuchus a été découvert dans des sédiments datés alors du Miocène inférieur, soit il y a environ 20 Ma (millions d'années). En 2014, des datations radiométriques par l'uranium-plomb révisent l'âge de ces sédiments en les rajeunissant au Miocène moyen soit il y a environ entre 15,98 à 11,63 millions d'années.

## Description
Trilophosuchus avait un crâne court surmonté de trois crêtes et présentait de grands yeux. Seul son crâne est connu, mais ce genre de crocodiliens aurait mesuré quelque 1,5 mètre de long. Par sa petite taille, Trilophosuchus ressemble au crocodile nain (Osteolaemus) et au caïman, (Paleosuchus). Il ressemble aussi aux premiers Crocodyliformes, tels que les Notosuchiens, les Atoposauridae et les Protosuchiens. Comme il fait partie des Mekosuchinae, il n'est étroitement lié avec aucun de ces animaux et il acquit probablement un museau court et un petit corps par convergence évolutive. Il aurait été un animal terrestre (en), au contraire des crocodiliens actuels.
En plus de sa petite taille et de son museau court, Trilophosuchus possède plusieurs caractères uniques, autapomorphiques, qui le distinguent des autres crocodiliens. Une dent postérieure de la mandibule passe entre la sixième et la septième dent du maxillaire, ce qui laisse une rainure profonde dans ce dernier. Les fenêtres palatales (deux orifices du palais) atteignent le niveau de la sixième dent du maxillaire. L'os palatin présente un processus antérieur (une projection) qui atteint le niveau de la quatrième dent du maxillaire. Derrière le palatin et la fenêtre palatale, il y a de grands os ptérygoïdiens et ectoptérygoïdiens qui font saillie postérieurement et s'étendent sous le crâne. Les os jugaux font latéralement saillie. Les fenêtres supratemporales (deux orifices du sommet du crâne) sont longues et étroites. Les trois crêtes longitudinales qui se trouvent sur le dessus du crâne ont donné au genre son nom, qui signifie « crocodile à trois crêtes » en grec.
La surface occipitale ou postérieure du crâne présente des attaches pour des muscles qui devaient tenir la tête au-dessus du corps.

## Classification
Malgré sa ressemblance avec les premiers Crocodyliformes tels que les Protosuchiens et les Notosuchiens, Trilophosuchus est un crocodilien évolué. Il possède une barre orbitaire derrière l'orbite qui est enfoncée dans le crâne, trait dérivé (en) du clade des Néosuchiens. Il peut être relié aux Eusuchiens parce que ses choanes sont contenues dans les os ptérygoïdes et que les dents s'étendent derrière le niveau du bord antérieur des fenêtres palatines. D'après plusieurs caractères distinctifs et caractéristiques communes à d'autres crocodiliens, Trilophosuchus est passé au début pour être la base des Mekosuchinae connus. Depuis, des Mekosuchinae plus anciens, tels que Kambara, trouvés en Australie forment davantage cette base. D'après des études phylogénétiques postérieures, Trilophosuchus est un Mekosuchinae plus étroitement lié à des formes plus jeunes telles que Quinkana et Mekosuchus. Il a été classé dans la tribu des Mekosuchini pour le distinguer de taxons qui forment plus la base des Mekisuchinae, tels que Kambara et Australosuchus.

## Paléobiologie

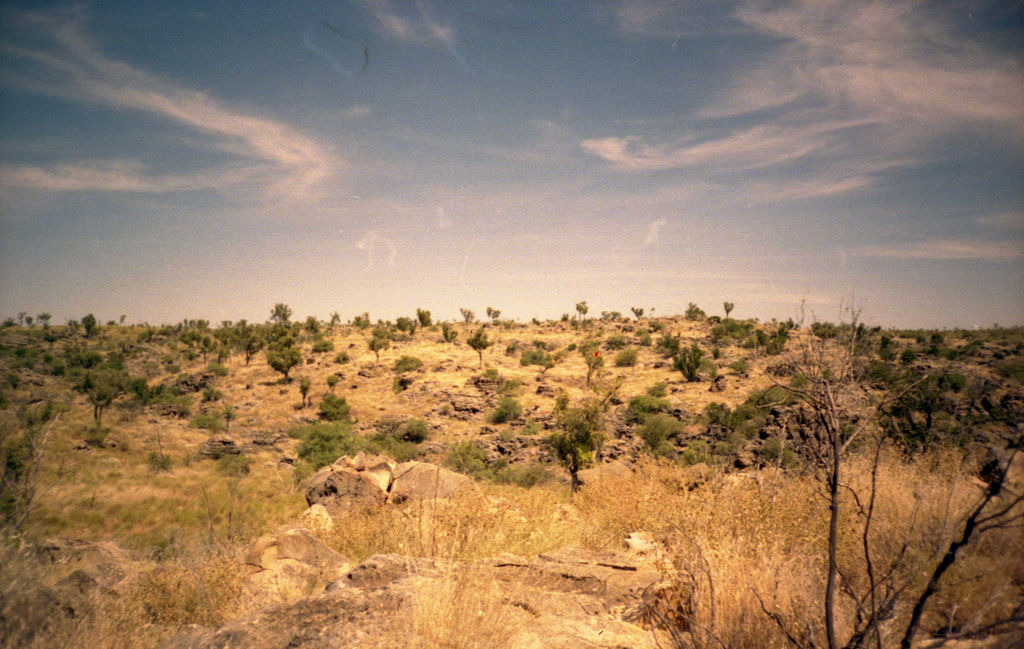
Riversleigh, site fossilifère du Queensland, où les restes de Trilophosaurus ont été découverts.

Trilophosuchus fait partie des Mekosuchinae qui vivaient en Australie à l'époque. Ces derniers comprenaient Pallimnarchus (en), Australosuchus et Quinkana. Ces premiers Mekosuchinae étaient tous des animaux terrestres, au contraire de leurs parents crocodiliens semi-aquatiques.
La paléoécologie de Trilophosuchus est difficile à déterminer à cause de la piètre compréhension de l'écologie des crocodiliens actuels qui lui ressemblent le plus : Paleosuchus et Osteolaemus. Ces deux genres d'animaux sont semi-aquatiques : on a exprimé l'avis qu'ils habitaient de petits cours d'eau dans des forêts à couvert fermé, des cours d'eau rapides, de grandes rivières lentes et des lacs. Bien que Paleosuchus et Osteolaemus soient les crocodiliens actuels qui lui ressemblent le plus, Trilophosuchus ressemble davantage à d'anciens Crocodyliformes comme les Notosuchiens et les Protosuchiens, qui furent des animaux purement terrestres.
Dans la première description de Trilophosaurus, Paul Willis considérait provisoirement que le genre était terrestre parce que la plupart des autres Crocodyliformes éteints à museau court et à yeux latéraux l'étaient. D'après la disposition des muscles du cou révélée par la forme de la région occipitale du crâne, Trilophosaurus tenait la tête haute, posture qui convient mieux à un mode de vie terrestre qu'à un mode de vie semi-aquatique. Si on le compare aux animaux actuels, sa posture ressemblait probablement plus aux varans qu'à celle des crocodiles. Son museau court, qui contraste avec le museau long des grands crocodiliens carnivores comme Pristichampsus, porte à croire que Trilophosaurus avait un régime alimentaire limité à de petites proies. Il consommait peut-être des poissons, des tortues, des serpents et de petits mammifères, que l'on a tous trouvés à Riversleigh. La musculature de son cou lui permettait peut-être de se nourrir grâce à de rapides rotations et mouvements verticaux ou latéraux de la tête.
Paul Willis a avancé que Mekosuchus inexpectatus était arboricole, vu sa petite taille. À part cette espèce, les Crocodyliformes ne passent pas pour être arboricoles. Comme Trilophosuchus ressemble à M. inexpectatus, on a souvent avancé qu'il était aussi arboricole. La structure des os des membres de Mekosuchus inexpectatus correspond peut-être à celle des os d'un animal arboricole, mais rien ne prouve que Trilophosuchus ait été capable de grimper aux arbres. Faute de preuves, d'autres paléontologues ne conviennent pas qu'il ait été arboricole.